# Herdis Möllehave
Herdis Møllehave (* 26. August 1936 in Flensburg als Herdis Poulsen; † 8. Juni 2001 in Hove, England) war eine dänische Sozialarbeiterin und Autorin.

## Leben
Herdis Poulsen wurde zur Sozialarbeiterin ausgebildet. Sie heiratete am 21. Juni 1958 den Schriftsteller Johannes Møllehave. In den folgenden zwanzig Jahren zog sie drei eigene und zwei Pflegekinder groß. 
Ab 1976 veröffentlichte sie verschiedene Sachbücher über soziale Fragen, denen vier Romane folgten, die Themen aus ihren Erfahrungen in der Sozialarbeit behandelten und in mehrere Sprachen übersetzt wurden.
Herdis Møllehave starb am 8. Juni 2001 in Hove bei Brighton; seit 1991 hatte sie in Südengland gelebt. Sie wurde in Frederiksberg bei Kopenhagen beerdigt.

## Werke
- 1976 Socialt set. En grundbog
- 1977 Le
  - Le und die Knotenmänner, dt. von Heiner Gimmler; Rowohlt, Reinbek bei Hamburg 1981, ISBN 3-499-14689-4.
- 1978 Du - dine rettigheder og pligter i samfundet
- 1979 Måske blir du gammel. En protestbog
- 1979 Nutidsfamilien
- 1979 Fremtidsfamilien
- 1980 Lene
  - Lene, dt. von Astrid Arz; Rowohlt, Reinbek bei Hamburg 1983, ISBN 3-499-15086-7.
- 1981 ...men i virkeligheden?
- 1983 Helene
  - Helene oder die Verletzung, dt. von Sara Schneeweis; Rowohlt, Reinbek bei Hamburg 1985, ISBN 3-499-15506-0.
- 1985 En bog uden navn. Om det man ikke taler om